# 일리아 2세

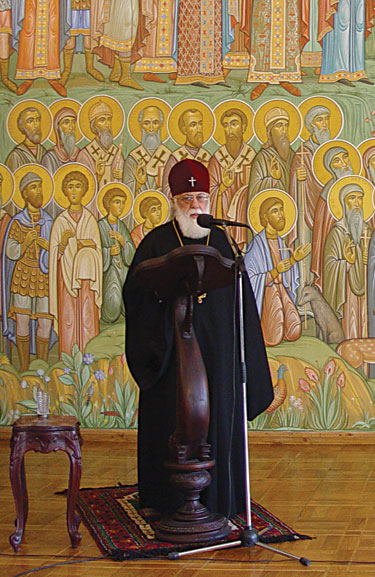
일리아 2세

일리아 2세(조지아어: ილია II, 1933년 1월 4일생)는 현직 조지아 정교회 총대주교(Catholicos-Patriarch of All Georgia)이며, 므츠헤타-트빌리시(Mtskheta-Tbilisi)의 대주교도 겸하고 있다.
러시아령 북오세티아에서 태어난 그는 본명이 이라끌리 구두샤우리-시이올라슈빌리(Irakli Gudushauri-Shiolashvili, 조지아어: ირაკლი ღუდუშაური-შიოლაშვილი)이다. 1960년 모스크바 성직 아카데미를 졸업하고 조지아로 돌아와 바투미의 사제로 임명되었다. 1963년에는 주교 수품을 받았으며 1977년에 조지아 정교회 총대주교에 선출되었다.